# Xã Cashel, Quận Swift, Minnesota
Xã Cashel (tiếng Anh: Cashel Township) là một xã thuộc quận Swift, tiểu bang Minnesota, Hoa Kỳ. Năm 2010, dân số của xã này là 174 người.